# Giles Stibbert
Sir Giles Stibbert (1734 – 1809) è stato un militare e politico britannico.

## Biografia
Stibber arrivò in India nel 1756 e prese parte alla battaglia di Plassey nel 1757. Nel 1761 sollevò un battaglione di fanteria indiana a Bankipore e li comandò nel 1763 l'assedio di Patna dove fu ferito. Nella battaglia di Buxar del 1764 comandò l'ala sinistra dell'esercito. Fu tra gli artefici della e cattura di Chunar nel 1765. 
Si arruolò nell'esercito della Compagnia delle Indie Orientali e prestò servizio e nel 1776 salì al grado di generale di brigata. 
Fu due volte Comandante in Capo dell'India, prima dal 1777 al 1779 e poi ancora dal 1783, in seguito alla morte di Sir Eyre Coote, fino al 1785.
Nel 1796 gli fu concesso il grado di tenente colonnello nell'esercito britannico.
Con le ricchezze, saccheggiate durante il suo servizio in India , costruì il villino Portswood House a Portswood nell'Hampshire nel 1778 (poi demolita nel 1852). Suo nipote, Frederick Stibbert, utilizzò la ricchezza della famiglia per fondare il museo Stibbert a Firenze.
È sepolto nella chiesa di St Mary a South Stoneham nell'Hampshire con un monumento di John Bacon con targa commemorativa eretta dal figlio maggiore, Thomas.

## Famiglia
Quella degli Stibbert era una famiglia molto facoltosa, originaria del Norfolk. Si sposò con Sophronia Rebecca Wright ed ebbe tre figli. Suo figlio fu maggiore Thomas Stibbert (1771–1847), un militare inglese colonnello delle Coldstream Guards , e suo nipote Frederick Stibbert, collezionista d'arte e imprenditore.